# 13774 Spurný
(13774) Spurný, denumire internațională (13774) Spurny, este un asteroid din centura principală de asteroizi.

## Descriere
13774 Spurný este un asteroid din centura principală de asteroizi. A fost descoperit pe 10 octombrie 1998 la Stația Anderson Mesa în cadrul programului LONEOS. Asteroidul prezintă o orbită caracterizată de o semiaxă mare de 3,01 ua, o excentricitate de 0,10 și o înclinație de 9,3° în raport cu ecliptica.